# シボレー・コルベット Z06 GT3.R
シボレー・コルベット Z06 GT3.Rは、プラットミラーエンジニアリングとシボレーによって設計・製造されたGTレーシングカーで、主にFIA世界耐久選手権とIMSAスポーツカー選手権のLMGT3（ル・マンGT3）とGTD＆GTD Pro（グランドツーリングデイトナ）に出場するために設計・製造された。この車はGT3仕様で製造され、2024年のデイトナ24時間レースでデビューを果たした。
また、この車は、GTEクラスの廃止に伴い引退したコルベットC8.Rの後継車として登場した。前身と同様に、C8世代のシボレーコルベットをベースとしている。